# Lovorka Ruck
Lovorka Ruck (Rijeka, 5. prosinca 1966.) je hrvatska muzikologinja, glazbena pedagoginja i knjižničarka. 

## Životopis
Na Glazbenoj školi Ivana Matetića Ronjgova Rijeka završila je teoretski smjer i klavir (u klasi prof. Vjere Lukšić) te harfu u Srednjoj glazbenoj i baletnoj školi u Ljubljani (u klasi prof. Rude Ravnik-Kosi). Studij muzikologije i glazbene publicistike diplomirala je na Muzičkoj akademiji u Zagrebu (tema Vjekoslav Gržinić, 1932. – 1970. -  život i stvaralaštvo; mentor. dr. Lovro Županović). Pred komisijom Hrvatskog knjižničnog vijeća (Nacionalna i Sveučilišna knjižnica u Zagrebu) stekla je zvanje diplomiranog knjižničara (mentor mr. Vedrana Juričić). U Glazbenoj školi Ivana Matetića Ronjgova Rijeka bila je profesorica teoretskih glazbenih predmeta, a danas u istoj školi radi kao knjižničarka. Suradnica je Ustanove Ivan Matetić Ronjgov-Ronjgi. 
Bila je suradnica Hrvatskog radija i televizije (Radio Rijeka, Radio Zagreb). Objavljuje glazbene osvrte u riječkom Novom listu, a tekstove o glazbi u časopisima Rival, Sušačka revija, Cantus, Arti musices, Novi Kamov i drugdje. Napisala je scenarij za dokumentarni film "Ivan pl. Zajc", koscenaristica je dokumentarnog filma "Mantinjada po Ronjgovemu" (redatelj Bernardin Modrić). Bavi se istraživanjem glazbenog života Rijeke, stvaralaštva glazbenika riječke regije i uređivanjem notnih izdanja. 
Istraživala je opus glazbenika Milutina Polića kojim se više bavila Arnea Kamenarović. Milutin Polić bio je brat dvojice književnika; Janka Polića Kamova i Nikole Polića. Istraživala je djelovanje Ivana pl. Zajca, Ivana Matetića Ronjgova, Vjekoslava Gržinića i drugih.

## Radovi (izbor)
- Milutin Polić, Sitne pjesme, Ivan Matetić Ronjgov/Zbornik 2, Kulturno-prosvjetno društvo “Ivan Matetić Ronjgov” Ronjgi, Rijeka 1993;
- Život i djelo skladatelja Josipa Mandića (1883. – 1959.), Ivan Matetić Ronjgov/Zbornik 5, Ustanova “Ivan Matetić Ronjgov” Ronjgi, Rijeka 1996/97;
- Skica glazbenog života Rijeke i Sušaka u desetljeću nakon Prvog svjetskog rata (1918. – 1930.), Sveti Vid, Zbornik III, Izdavački centar Rijeka, Rijeka 1998;
- Životopis i školovanje Ivana Zajca, Rani Zajc: Rijeka-Milano-Rijeka (1832. – 1862.), HNK Ivana pl. Zajca, Rijeka, 1998;
- Skica glazbenog života Rijeke i Sušaka u četvrtom desetljeću XX. stoljeća (1930. – 1940.), Sveti Vid, Zbornik IV, Izdavački centar Rijeka, Rijeka 1999;
- Operni život u Rijeci u razdoblju od 1870. do 1930. godine, Antonio Smareglia i njegovo doba, Zbornik radova s Drugog međunarodnog muzikološkog skupa, Polivalentni kulturni centar Istarske županije, Novigrad 2000;
- Život i stvaralaštvo Vjekoslava Gržinića (1932. – 1970.), Arti musices 31, Zagreb 2000, br. 1-2;
- Glazbenici, u knjizi Aeterna Croatia (autor Andrej Urem), Udruga građana Rival, Rijeka 2000;  * Istarska narodna glazba i stvaralaštvo Josipa Kaplana, Ivan Matetić Ronjgov, Odjeci glazbene prošlosti, Zbornik 6, Ustanova Ivan Matetić Ronjgov, Viškovo, Ronjgi 2002;
- Skladateljski rad Borisa Papandopula u riječkim razdobljima/ Čakavska suita, Ivan Matetić Ronjgov, Odjeci glazbene prošlosti, Zbornik 6;
- Stvaralaštvo riječkog skladatelja Vjekoslava Gržinića, Novi Kamov 2, Rijeka 2002;
- Glazbeno kazalište u Rijeci 1860. – 1870, Mladi Zajc: Beč: 1862. – 1870, Izdavački centar Rijeka, Rijeka 2003;
- Glazba s/bez granice, Izdavački centar Rijeka, Rijeka 2003;
- Skladbe za djecu Ivana Matetića Ronjgova i Josipa Kaplana, Glazbeno obrazovanje u Istri tijekom stoljeća - u spomen Slavku Zlatiću, Zbornik radova s Trećeg međunarodnog muzikološkog skupa, Pučko otvoreno učilište Novigrad, Novigrad 2004;
- Ivan Matetić Ronjgov (1880. – 1960.), Zbornik Kastavštine, knjiga XIII, Grad Kastav, Kastav 2005;
- fotomonografija Pavica Julija Kaftanić (autori Mladen Urem, Lovorka Ruck, Boris Zakošek i Igor Žic), Glosa, Rijeka, 2005;
- Glazbeni život u Rijeci u 19. stoljeću, Arti musices 35, Zagreb 2005, broj 2.